# Staffetta (avviso)
Lo Staffetta è stato un avviso ad elica (e successivamente una nave idrografica) della Regia Marina.

## Caratteristiche e costruzione
Unità con scafo interamente in ferro, la nave venne costruita nei cantieri Ansaldo di Genova Sampierdarena tra il 1873 ed il 1877 su progetto del generale direttore del Genio Navale ingegner Guglielmo Pucci e dietro volere dell'ammiraglio Simone Antonio Pacoret De Saint-Bon (progetto che incontrò tuttavia opposizione sia in Marina che in Parlamento, dato che molti ritenevano che delle cannoniere sarebbero state, a parità di prestazioni, di costruzione ed utilizzo più economico). 
L'apparato motore, anch'esso di produzione Ansaldo, sviluppò alle prove di macchina una velocità di 14,2 nodi, anche se poi la velocità massima effettiva risultò essere 12,5 nodi, inferiore alle mutate necessità del suo servizio. Comunque tale macchina si dimostrò sempre molto efficiente ed affidabile, mentre fu estremamente deludente la velatura: a nave goletta (albero di trinchetto a vele quadre, maestra e mezzana a vele auriche), permetteva, al gran lasco ed in situazione ottimale, appena tre nodi. Lo Staffetta si dimostrò comunque una nave dalle ottime caratteristiche marine, tra le migliori unità da crociera della Regia Marina. Data la scarsa utilità delle vele, dopo qualche tempo anche l'albero maestro venne modificato divenendo a vele auriche (goletta a palo).

## Storia operativa
Il 15 aprile 1878 lo Staffetta lasciò Napoli per compiere una circumnavigazione del globo. Dopo aver superato violenti fortunali ed attraversato lo stretto di Magellano, l'avviso approdò a Valparaíso il 10 agosto 1878, ma qui il comandante dovette prendere atto dei seri danni arrecati all'unità dalle burrasche incontrate, che impedivano la prosecuzione del viaggio: fatta rotta per La Spezia, la nave vi giunse il 6 marzo 1879. Nel corso della traversata la nave aveva anche recato visita alle comunità italiane stabilitesi in Brasile ed Argentina.
Nel 1880 la nave fu a disposizione della regina Margherita di Savoia. Un altro compito di rilievo che l'avviso svolse nel suo primo periodo di operatività consisté nel trasporto da Livorno a Londra, nel 1882, di 10.000.000 in lire di titoli del debito pubblico. Nel 1883 navigarono sullo Staffetta i principi di Portogallo.
Successivamente l'avviso fu nuovamente in Sudamerica, da dove rientrò nel 1885, quando salpò da Bahia. Tra il 1887 ed il 1888 lo Staffetta svolse una crociera sulle coste dell'Africa, nel corso della quale fu in Sierra Leone, nelle isole di Capo Verde, in Liberia, alle foci del Congo e nel Mozambico. Visitò anche le colonie del Capo e quindi venne inviata a Zanzibar a protezione degli interessi dell'Italia, messi a rischio dalla conflittualità tra Germania e Regno Unito. Prima di tornare in patria l'unità si trattenne per vari mesi a Massaua ed Assab.
Tra il 1891 ed il 1899 lo Staffetta stazionò lungo le coste del Corno d'Africa, per "mostrare la bandiera" a protezione degli interessi dell'Italia, che aveva colà fondato le colonie di Eritrea e Somalia, afflitte da continue ribellioni: l'uso cui la nave fu destinata in questo periodo fu in sostanza quello di nave coloniale, specie in acque somale, toccando comunque molti altri porti del Mar Rosso e dell'Oceano Indiano. Tra l'altro ebbe grande rilievo il contributo dato da nave ed equipaggio alla per la cessione all'Italia dei porti somali di Brava, Merca, Mogadiscio ed Uarsciek, in precedenza appartenenti al sultanato di Zanzibar. 
Nel corso di una di tali missioni, nella notte tra il 25 ed il 26 novembre 1896, una spedizione esplorativa (per risalire ed esplorare il corso dell'Uebi Scebeli) e diplomatica (per incontrare a Gheledi il sultano locale, con cui avviare rapporti diplomatici e commerciali) composta dai comandanti Ferdinando Maffei e Francesco Mongiardini, rispettivamente dello Staffetta e della cannoniera Volturno, da un civile (il geometra Quiringhetti), da tredici ufficiali e marinai delle due navi – gli ufficiali Smuraglia, Bataldi, Cristoforo, Sanfelice, Guzzolini, Baroni e Gasparini, il macchinista Olivieri, il fuochista Rolfo, il domestico Caramella, il timoniere Vianello ed i marinai Gregante e Buonasera –, da 70 àscari e dall'esploratore Antonio Cecchi, anch'egli ufficiale di Marina, venne attaccata a Lafolé, mentre procedeva lungo l'Uebi Scebeli, da una banda di nomadi e somali ribelli, e, dopo un duro scontro, quasi interamente massacrata: degli italiani  riuscirono a mettersi in salvo solo Vianello, Bonasera e Gregante, mentre tra gli ascari vi furono 18 morti e 17 feriti.
Tra il 1898 ed il 1899 la nave eseguì la mappatura dei porti somali di Alula, Brava e Merca.
Tra il 1900 ed il 1902 lo Staffetta venne sottoposto nell'Arsenale di Venezia a grandi lavori di trasformazione in nave idrografica, in seguito ai quali venne attrezzato con laboratori per rilevazioni idrografiche e scientifiche. L'armamento venne ridotto a quattro cannoni da 57 mm, e l'equipaggio (che già nel 1897 era sceso da 155 a 137 uomini) venne ridimensionato a 126 membri. Nel 1907 l'unità imbarcò delle attrezzature radio.

Lo Staffetta imbarca materiale idrografico a La Spezia, 1904-1905 circa

Ultimati i lavori, lo Staffetta fu impiegato in campagne di rilevazioni idrografiche dapprima, nel 1902, in Cirenaica, dove eseguì rilievi della baia di Tobruk, e successivamente nelle acque costiere dell'Africa Orientale: la prima tra il dicembre 1903 ed il giugno 1904, le altre dal settembre 1907 al febbraio 1909 (inviata a Massaua, eseguì la mappatura di Shab Shaks e poi, spostatasi nell'Oceano Indiano, effettuò rilievi speditivi del litorale tra Chisimaio ed Itala) e dall'ottobre 1910 al maggio 1913 (triangolazione del Benadir tra Mogadiscio e la foce del Giuba, lavori idrografici nel canale di Massaua). Nel corso di quest'ultima campagna la nave fu anche a Suez (dove sostò, nel novembre 1912, per lavori in bacino di carenaggio) ed a Zanzibar.
All'inizio della guerra italo-turca (1911-1912) lo Staffetta formava la squadra italiana del Mar Rosso, con base in Eritrea, insieme alla cannoniera Volturno, all'incrociatore torpediniere Aretusa ed all'ariete torpediniere Puglia. L'avviso prese parte, durante tale conflitto, ai combattimenti in Mar Rosso. Nei primi scontri la piccola formazione (poi rinforzata con l'invio di altre unità) affondò due cannoniere ed undici sambuchi ottomani, probabilmente destinati a uno sbarco in Eritrea per aprire un fronte diversivo contro l'Italia.
Dopo un ultimo viaggio scientifico dal novembre 1913 al giugno 1914, la vecchia nave, essendo stato gran parte dell'equipaggio colpito da febbri malariche, dovette lasciare il Mar Rosso, rientrò in Italia e venne posta in disarmo a La Maddalena, l'8 luglio 1913. Passato ad armamento ridotto il 1º luglio e radiato il 19 dello stesso mese, lo Staffetta rimase alla Maddalena durante il corso di tutta la prima guerra mondiale, adibito a nave caserma per gli equipaggi dei sommergibili. Concluso il conflitto, la vecchia unità venne ceduta ai demolitori nel 1919.